# 제38회 골든 래즈베리상
제38회 골든 래즈베리상은 2017년 영화를 대상으로 2018년 3월에 열린 시상식이다.

## 수상 및 후보

### 최악의 작품상
- 이모티: 더 무비 - 토니 레온디스 수상
- 베이워치: SOS 해상 구조대 - 세스 고든
- 50가지 그림자: 심연 - 제임스 폴리
- 미이라 - 알렉스 커츠만
- 트랜스포머: 최후의 기사 - 마이클 베이

### 최악의 남우주연상
- 미이라 - 톰 크루즈 수상
- 캐리비안의 해적: 죽은 자는 말이 없다 - 조니 뎁
- 50가지 그림자: 심연 - 제이미 도넌
- 베이워치: SOS 해상 구조대 - 잭 에프론
- 대디스 홈2 - 마크 월버그
- 트랜스포머: 최후의 기사 - 마크 월버그

### 최악의 여우주연상
- 부 2! 어 마디아 할로윈 - 타일러 페리 수상
- 언포겟터블 - 캐서린 헤이글
- 50가지 그림자: 심연 - 다코타 존슨
- 마더! - 제니퍼 로렌스
- 더 서클 - 엠마 왓슨

### 최악의 남우조연상
- 대디스 홈2 - 멜 깁슨 수상
- 마더! - 하비에르 바르뎀
- 캐리비안의 해적: 죽은 자는 말이 없다 - 하비에르 바르뎀
- 미이라 - 러셀 크로우
- 트랜스포머: 최후의 기사 - 조쉬 더하멜
- 트랜스포머: 최후의 기사 - 안소니 홉킨스

### 최악의 여우조연상
- 50가지 그림자: 심연 - 킴 베이싱어 수상
- 미이라 - 소피아 부텔라
- 트랜스포머: 최후의 기사 - 로라 하드독
- 스내치드 - 골디 혼
- 어 배드 맘스 크리스마스 - 수잔 서랜든

### 최악의 감독상
- 이모티: 더 무비 - 토니 레온디스 수상
- 마더! - 대런 아로노프스키
- 트랜스포머: 최후의 기사 - 마이클 베이
- 50가지 그림자: 심연 - 제임스 폴리
- 미이라 - 알렉스 커츠만

### 최악의 각본상
- 이모티: 더 무비 수상
- 베이워치: SOS 해상 구조대
- 50가지 그림자: 심연
- 미이라
- 트랜스포머: 최후의 기사

### 최악의 속편상
- 50가지 그림자: 심연 - 제임스 폴리 수상
- 베이워치: SOS 해상 구조대 - 세스 고든
- 부 2! 어 마디아 할로윈 - 타일러 페리
- 미이라 - 알렉스 커츠만
- 트랜스포머: 최후의 기사 - 마이클 베이

### 최악의 콤보상
- 이모티: 더 무비 - Any Two Obnoxious Emojis 수상
- 50가지 그림자: 심연 - Any Combination of Two Characters, Two Sex Toys
- 트랜스포머: 최후의 기사 - Any Combination of Two Humans, Two Robots or Two Explosions
- 캐리비안의 해적: 죽은 자는 말이 없다 - Johnny Depp & His Worn Out Drunk Routine
- 부 2! 어 마디아 할로윈 - Tyler Perry & Either The Ratty Old Dress or Worn Out Wig

## 같이 보기
- 제90회 아카데미상
- 제75회 골든 글로브상
- 제71회 영국 아카데미 영화상
- 제24회 미국 배우 조합상